# Adolph Wagner
Adolph Heinrich Gotthilf Wagner (Erlangen, 25 marzo 1835 – Berlino, 8 novembre 1917) è stato un economista tedesco di idee socialiste, è considerato un rappresentante del socialismo di stato. E quindi sostenitore dell'entrata dello Stato nell'economia come garanzia di giustizia sociale a favore delle classi più deboli. Fu uno dei più importanti economisti dell'era Bismarck, insieme a Gustav Schmoller, membro del Verein für Socialpolitik e rettore dell'Università Friedrich-Wilhelms (ora Humboldt) di Berlino..
La legge di Wagner sull'aumento dell'attività statale prende il nome da lui.

## Biografia
Nato a Erlangen da un professore universitario, il fisiologo Rudolf Wagner, un fratello che sarà geografo, Hermann Wagner, Adolph studiò economia all'Università di Gottinga, ottenendo un dottorato nel 1857 sotto la supervisione di Georg Hanssen. La carriera accademica di Wagner lo portò prima alla Scuola Superiore dei Mercanti di Vienna (1858-1863), poi – dopo non essere riuscito a ottenere una cattedra all'Università di Vienna a causa di disaccordi sulla politica fiscale con Lorenz von Stein – alla Scuola Superiore dei Mercanti di Amburgo (1863-1865), entrambe istituzioni paragonabili alle odierne scuole di commercio. Nel 1865 ottenne la cattedra di Etnografia, Geografia e Statistica (in realtà una cattedra di economia) presso l'Università di Dorpat in Livonia, che si trova nell'attuale Estonia, ma che allora faceva parte dell'Impero russo.
A Dorpat (Tartu), Wagner "divenne un seguace della politica di Bismarck per l'unificazione della Germania sotto la guida prussiana. Così, quando l'unificazione tedesca divenne realistica, Wagner volle tornare in Germania vera e propria.
A partire dal semestre autunnale 1868/69, Wagner assunse quindi la cattedra dei soggetti cameralistici (grosso modo, gestione statale) presso l'Università Badensiana di Friburgo in Brisgovia, e poco dopo, nel 1870, la cattedra di Staatswissenschaften presso l'Università di Berlino, a quel tempo non solo la prima università in Germania ma probabilmente nel mondo. Fu a Berlino che Wagner iniziò il suo mandato come uno degli economisti più influenti intellettualmente e politicamente del suo tempo.
Un suo ex allievo, Werner Sombart, fu il suo successore alla cattedra di economia dell'Università di Berlino.
Wagner fu uno dei primi membri del Partito Cristiano Sociale, fondato nel 1878 da Adolf Stoecker come Christlichsoziale Arbeiterpartei (Partito Cristiano dei Lavoratori Sociali). Wagner fu anche una delle figure di spicco del Comitato Centrale Conservatore (CCC), istituito nel 1881. Il CCC si formò presto nel movimento antisemita berlinese, in cui Wagner lavorò tra gli altri con Adolf Stoecker.
Fu solo nell'autunno del 1916, all'età di oltre 80 anni e dopo quattro decenni e mezzo come professore alla Friedrich-Wilhelms-Universität di Berlino, che Wagner si ritirò dall'insegnamento a causa di una malattia agli occhi. Werner Sombart e Hermann Schumacher furono nominati suoi successori.
Già gravemente malato da tempo, Wagner subì un intervento chirurgico agli addominali nell'autunno del 1917 per la seconda volta nel giro di un anno. Non si riprese mai. Morì l'8 novembre 1917 all'età di 82 anni nel suo appartamento di Berlino. Al funerale, che si svolse il 12 novembre nella Kaiser Friedrich Memorial Church e fu presieduto da Reinhold Seeberg, Albrecht Penck e Max Sering, furono pronunciate parole di apprezzamento per il defunto. Fu poi sepolto nel Cimitero III della Chiesa di Gerusalemme e Nuova di fronte alla Porta di Halle. La tomba di Adolph Wagner non è stata conservata.

## La ricerca
Wagner fu il principale protagonista di una specifica scuola di economia e politica sociale, chiamata "Socialismo di Stato" ("Staatssozialismus"), che è una forma specifica di Kathedersozialismus. Albert Schäffle (1831-1903), Lujo Brentano (1844-1931), Gustav von Schmoller (1838-1917) e Karl Rodbertus (-Jagetzow) (1805-1875) furono anch'essi importanti protagonisti di questo pensiero. Era un membro della scuola storica di economia, come dimostra chiaramente il suo saggio di revisione generale sui "Principi di economia di Marshall". Tuttavia, si differenziò fondamentalmente da quelli che chiamava i membri "più giovani" e più "estremi" della scuola storica tedesca come Gustav von Schmoller che, secondo Wagner, tendeva a respingere troppo frettolosamente ciò che quest'ultimo definisce l'opera più deduttiva degli scrittori inglesi (in breve, quelli nella tradizione dell'economia classica, tra cui il professore contemporaneo dell'Università di Cambridge Alfred Marshall di cui stava recensendo il libro).
Wagner aveva una personalità molto combattiva e dura. Non prendeva gli insulti alla leggera e non formulava mai le cose diplomaticamente. Aveva difficoltà con Schmoller ed era un nemico di Lujo Brentano – e questi due erano i suoi colleghi più stretti. Secondo tutti i resoconti contemporanei, è probabilmente giusto dire che Wagner era vanitoso, facilmente feribile ed estremamente collerico.
Negli anni '90 dell'Ottocento, Wagner avrebbe fatto infuriare a tal punto un membro industriale-conservatore del Reichstag, allo stesso modo con una difesa dell'influenza kathedersozialista all'interno dell'Università, per cui il deputato lo sfidò a duello. (Wagner non rifiutò categoricamente, ma il duello non ci fu).
Un caso ancora più famoso fu l'alterco di Wagner con Eugen Dühring (contro il quale è diretto l'Anti-Dühring di Friedrich Engels), e che alla fine portò alla revoca di Dühring e al suo licenziamento dall'Università di Berlino.

## Opere
- 1907-1909 - Economia sociale teorica
- 1871-1872 - Scienza delle finanze